# 西脇国三郎
西脇 国三郎（にしわき くにさぶろう、安政2年 - 明治29年（1896年）2月7日）は、明治時代の日本の実業家、社会事業家、地方政治家。号は雲林。

## 来歴
越後国小千谷（現・新潟県小千谷市）出身。
明治14年（1881年）小千谷銀行の前身となる金融会社が設立され、頭取に就任した。その後、小千谷電信局の設立や信濃川旭橋の架橋に資金を提供した。
明治24年（1891年）、小千谷町長となる。明治25年（1892年）に両毛鉄道社長となった。そのほか、第四国立銀行取締役などを務めた。

## 親族
長男の西脇済三郎は実業家として活動、小千谷市の名誉市民に選ばれている。
詩人の西脇順三郎は縁戚に当たる。